# Марсело Олівейра
Марсело де Олівейра Сантос (порт. Marcelo de Oliveira Santos, нар. 4 березня 1955, Педру-Леополду) — бразильський футболіст, що грав на позиції нападника. По завершенні ігрової кар'єри — тренер.
Виступав, зокрема, за «Атлетіко Мінейру» та «Ботафогу», а також національну збірну Бразилії.

## Клубна кар'єра
Народився 4 березня 1955 року в місті Педру-Леополду, штат Мінас-Жерайс. Вихованець футбольної школи клубу «Атлетіко Мінейру». Дорослу футбольну кар'єру розпочав 1973 року в основній команді того ж клубу, в якій провів сім сезонів, взявши участь у 76 матчах чемпіонату. Разом з «Атлетіко» він тричі вигравав чемпіонат штату Мінас-Жерайс в 1976, 1978 і 1979 роках, а також у 1976 році він став найкращим бомбардиром чемпіонату штату.
Згодом Марсело Олівейра грав у складі «Ботафогу» та уругвайського «Насьйоналя», а 1983 року повернувся до «Атлетіко Мінейру», вигравши з ним ще один титул чемпіона штату.
У сезоні 1984 року Марсело Олівейра виступав за «Деспортіву Ферровіарія», а з авершив ігрову кар'єру у команді «Америка Мінейру», за яку виступав протягом 1985 року.

## Виступи за збірну
Олівейра представляв збірну Бразилії до 18 років, вигравши Каннський турнір 1974 року, а також олімпійську збірну, з якою здобув золоті медалі на Панамериканських іграх 1975 року.
1975 року у складі національної збірної Бразилії був учасником розіграшу Кубка Америки 1975 року, на якому зіграв у трьох матчах, а команда здобула бронзові нагороди.
Загалом протягом кар'єри у національній команді, яка тривала 3 роки, провів у її формі 6 матчів, забивши 1 гол.
| Ігри за збірну Бразилії | Ігри за збірну Бразилії | Ігри за збірну Бразилії  | Ігри за збірну Бразилії | Ігри за збірну Бразилії | Ігри за збірну Бразилії | Ігри за збірну Бразилії              |
| #                       | Дата                    | Місце                    | Суперник                | Результат               | Гол                     | Турнір                               |
| ----------------------- | ----------------------- | ------------------------ | ----------------------- | ----------------------- | ----------------------- | ------------------------------------ |
| 1.                      | 30 липня 1975           | Каракас, Венесуела       | Венесуела               | 0–4                     | 0                       | Кубок Америки 1975                   |
| 2.                      | 6 серпня 1975           | Белу-Оризонті, Бразилія  | Аргентина               | 2–1                     | 0                       | Кубок Америки 1975                   |
| 3.                      | 13 серпня 1975          | Белу-Оризонті, Бразилія  | Венесуела               | 6–0                     | 0                       | Кубок Америки 1975                   |
| 4.                      | 12 червня 1977          | Ріо-де-Жанейро, Бразилія | ФРН                     | 1–1                     | 0                       | Товариський матч                     |
| 5.                      | 26 червня 1977          | Белу-Оризонті, Бразилія  | Югославія               | 0–0                     | 0                       | Товариський матч                     |
| 6.                      | 14 липня 1977           | Калі, Колумбія           | Болівія                 | 8–0                     | 1                       | Кваліфікація на чемпіонат світу 1978 |

## Кар'єра тренера
Розпочав тренерську кар'єру у клубу «Атлетіко Мінейру», де більшість часу тренував молодіжну команду, але у 2003 та 2008 роках недовго тренував першу команду. Згодом очолював тренерський штаб клубів «Іпатінга» та «Парана».
У 2011—2012 роках працював у клубі «Корітіба», з яким двічі виграв чемпіонат штату Парана, після чого другу половину сезону 2012 року тренував «Васко да Гаму», а у грудні 2012 року очолив «Крузейру». З цією командою у перший же сезон 2013 року привів команду до чемпіонства. У сезоні 2014 «Крузейро» захистив свій титул. Також «сині» виграли чемпіонат штату Мінас-Жерайс. Сезон 2015 року команда почала вкрай невдало: одна нічия і три поразки в чемпіонаті, в результаті 2 червня 2015 року Марсело Олівейра був відправлений у відставку.
15 червня 2015 року Марсело очолив «Палмейрас» і в кінці року став з командою володарем Кубка Бразилії. 9 березня 2016 року, після закінчення домашнього матчу групового етапу Кубка Лібертадорес 2016 проти уругвайського «Насьйоналя» (1:2), технічний директор «Палмейраса» Алешандре Маттос оголосив тренеру про звільнення.
20 травня 2016 року Марсело знову став головним тренером команди «Атлетіко Мінейру», але вже 24 листопада 2016 року, через день після першого матчу фіналу Кубка Бразилії 2016 проти «Греміо» (1:3), був знятий з посади.
20 липня 2017 року Марсело вдруге став головним тренером «Корітіби», змінивши на цій посаді Пашекіньйо. У 22 іграх з клубом він здобув лише шість перемог та шість нічиїх і в кінці року покинув клуб.
22 червня 2018 року бразильський фахівець призначений головним тренером «Флуміненсе», підписавши контракт до кінця сезону 2018. Тим не менш допрацювати сезон до кінця Марсело не зумів і був звільнений вже 29 листопада, після історичної негативної серії для клубу, яка склада 8 матчів без перемог і забитих голів, що було найгіршим за всю історію «Флуміненсе».
Після майже двох років бездіяльності, 3 жовтня 2020 року Марсело був призначений головним тренером клубу Серії B «Понте-Прета», але був звільнений вже 11 грудня після поразки від «Аваї» з рахунком (1:2).

## Титули і досягнення

### Як гравця
- Переможець Ліги Мінейро (4):

«Атлетіко Мінейру»: 1976, 1978, 1979, 1983
- Переможець Панамериканських ігор: 1975

### Як тренера
- Чемпіон Бразилії (2):

«Крузейру»: 2013, 2014
- Переможець Ліги Мінейро (1):

«Крузейру»: 2014
- Володар Кубка Бразилії (1):

«Палмейрас»: 2015

### Особисті
- Найкращий бомбардир Ліги Мінейро: 1976 (7 голів)